# Le Portrait mystérieux
Le Portrait mystérieux és un curtmetratge mut francès de 1899 dirigit per Georges Méliès. Va ser llançat per la Star Film Company de Méliès i té el número 196 als seus catàlegs, on s'anuncia com a grande nouveauté photographique extraordinaire.

## Argument
Un mag mostra un marc buit sobre un teló de fons de l'escenari, inclosos els pòsters a la paret. Desenrotllant aquest teló de fons per revelar-ne un altre, col·loca un llenç neutre i un tamboret dins del marc de la imatge. Amb un gest, el mag fa que la seva pròpia imatge s'enfoqui lentament en el marc. Pren vida immediatament, i el mag i la seva imatge mantenen una conversa abans que la imatge s'esvaeixi i torni a desaparèixer.

## Producció
El mateix Méliès interpreta el mag de la pel·lícula. Els cartells de la paret anuncien el seu propi teatre de les il·lusions de París, el Théâtre Robert-Houdin.
Els efectes de la pel·lícula es van crear utilitzant l'escamoteig, dues exposició múltiples, fosa i desenfocant la lent per crear un efecte flou. L'efecte retrat és un dels primers exemples d'un efecte matte en la realització de pel·lícules, en què una màscara sobre la lent garanteix que només una secció específica de la imatge a la vista seria filmada i exposada. El matte s'havia utilitzat en fotografia fixa des de la dècada de 1850, quan fotògrafs com Henry Peach Robinson i Oscar Gustave Rejlander els feien servir per compondre escenes semblants a la pintura. El primer cineasta que en va aprofitar va ser probablement el pioner cinematogràfic britànic George Albert Smith (que coneixia Méliès a través del seu col·lega comú Charles Urban). Méliès va continuar experimentant amb tècniques d'estora en pel·lícules posteriors, com ara L'Homme orchestre i Les Malheurs d'un photographe.

## Temes
La pel·lícula repeteix el tema del doblatge o la duplicació, explorat anteriorment per Méliès a  Un homme de têtes, però ara ampliat des del cap a tot el cos. Com l'historiador del cinema John Frazer va assenyalar que la pel·lícula és inherentment autoreferencial, però "es va fer setanta anys abans que aquest concepte entrés en el llenguatge crític."